# Thailanda Open 2024 2
Thailanda Open 2024 2 este un turneu de tenis feminin care se joacă pe terenuri dure acoperite. Este cea de-a cincea ediție a Thailanda Open și este o a doua etapă specială a turneului doar pentru sezonul 2024, pentru a umple un loc vacant pentru un turneu WTA 250 în calendarul turneului de toamnă.  Are loc la True Arena Hua Hin din Hua Hin, Thailanda în perioada 16–22 septembrie 2024.

## Campioni

### Simplu
Pentru mai multe informații consultați Thailanda Open 2024 2 – Simplu

### Dublu
Pentru mai multe informații consultați Thailanda Open 2024 2 – Dublu

## Puncte și premii în bani

### Distribuția punctelor
| Probă  | C   | F   | SF | QF | Runda 2 | Runda 1 | Q   | Q2  | Q1  |
| Simplu | 250 | 163 | 98 | 54 | 30      | 1       | 18  | 12  | 1   |
| Dublu  | 250 | 163 | 98 | 54 | 1       | N/A     | N/A | N/A | N/A |

### Premii în bani
| Probă  | Câștigător | Finalist | Semifinalist | Sfertfinalist | Runda 2 | Runda 1 | Q2     | Q1     |
| Simplu | $35,250    | $20,830  | $11,610      | $6,608        | $4,040  | $2,890  | $2,140 | $1,380 |
| Dublu* | $12,820    | $7,210   | $4,140       | $2,470        | $1,900  | N/A     | N/A    | N/A    |

*per echipă